# Laevilitorina macphersonae
Laevilitorina macphersonae is een slakkensoort uit de familie van de Littorinidae. De wetenschappelijke naam van de soort is voor het eerst geldig gepubliceerd in 1964 door Dell.